# قائمة البعثات الدبلوماسية في جنوب إفريقيا

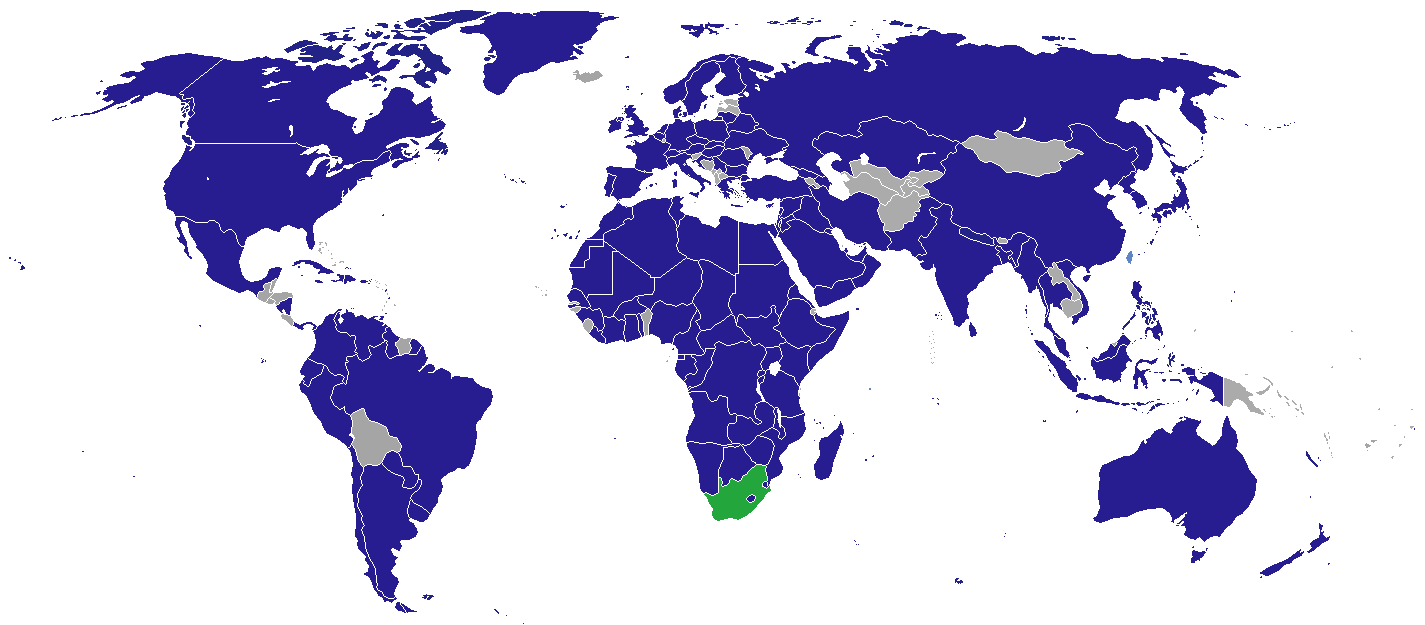
الدول التي لها بعثات دبلوماسية في جنوب إفريقيا.

هذه قائمة البعثات الدبلوماسية في جنوب أفريقيا. هناك 135 سفارة ومفوضيات عليا في بريتوريا ، والعديد من الدول تحتفظ إما بسفارة أو مفوضية عليا أو قنصلية في كيب تاون وقنصليات في مدن أخرى في جنوب إفريقيا (لا يشمل ذلك القنصليات الفخرية).

## السفارات والمفوضيات العليا
- الجزائر[1]
- أنغولا[2]
- الأرجنتين[3]
- أذربيجان[4]
- أستراليا[5]
- النمسا[6]
- بنغلاديش[7]
- بيلاروس[8]
- بلجيكا[9]
- بوتسوانا[10]
- البرازيل[11]
- بلغاريا[12]
- بوركينا فاسو[13]
- بوروندي[14]
- الكاميرون [15]
- كندا[16]
- جمهورية إفريقيا الوسطى [17]
- تشاد[18]
- تشيلي[19]
- الصين[20]
- كولومبيا[21]
- جزر القمر[22]
- الكونغو الديمقراطية[23]
- الكونغو[24]
- كوستاريكا[25]
- كرواتيا[26]
- كوبا[27]
- قبرص[28]
- جمهورية التشيك[29]
- الدنمارك[30]
- جمهورية الدومينيكان[31]
- تيمور الشرقية[32]
- الإكوادور[33]
- مصر[34][35]
- إسواتيني[36]
- غينيا الاستوائية[37]
- إرتريا[38]
- إثيوبيا[39]
- فنلندا[40]
- فرنسا[41]
- الغابون[42]
- غامبيا[43]
- جورجيا[44]
- ألمانيا[45]
- غانا[46]
- اليونان[47]
- غواتيمالا[48]
- غينيا[49]
- غيانا[50]
- هايتي[51]
- الفاتيكان[52]
- المجر[53]
- الهند[54]
- إندونيسيا[55]
- إيران[56]
- العراق[57]
- أيرلندا[58]
- إسرائيل[59]
- إيطاليا[60]
- ساحل العاج[61]
- جامايكا[62]
- اليابان[63]
- الأردن[64]
- كازاخستان[65]
- كينيا[66]
- الكويت[67]
- لبنان[68]
- ليسوتو[69]
- ليبيريا[70]
- ليبيا[71]
- ليتوانيا[72]
- مدغشقر[73]
- مالاوي[74]
- ماليزيا[75]
- مالي[76]
- موريتانيا[77]
- موريشيوس[78]
- المكسيك[79]
- المغرب[80]
- موزمبيق[81]
- ميانمار[82]
- ناميبيا[83]
- نيبال[84]
- هولندا[85]
- نيوزيلندا[86]
- النيجر[87]
- نيجيريا[88]
- كوريا الشمالية[89]
- النرويج[90]
- عُمان[91]
- باكستان[92]
- فلسطين[93]
- بنما[94]
- باراغواي[95]
- بيرو[96]
- الفلبين[97]
- بولندا[98]
- البرتغال[99]
- قطر[100]
- رومانيا[101]
- روسيا[102]
- رواندا[103]
- الصحراء الغربية[104]
- السعودية[105][106]
- السنغال[107]
- صربيا[108]
- سيشل[109]
- سنغافورة[110]
- سلوفاكيا[111]
- الصومال[112]
- كوريا الجنوبية[113]
- جنوب السودان[114]
- إسبانيا[115]
- سريلانكا[116]
- السودان[117]
- السويد[118]
- سويسرا[119]
- سوريا[120]
- تنزانيا[121]
- تايلاند[122]
- توغو[123]
- ترينيداد وتوباغو[124]
- تونس[125]
- تركيا[126]
- أوغندا[127]
- أوكرانيا[128]
- الإمارات العربية المتحدة[129]
- المملكة المتحدة[130]
- الولايات المتحدة[131]
- الأوروغواي[132]
- فنزويلا[133]
- فيتنام[134]
- اليمن[135]
- زامبيا[136]
- زيمبابوي[137]

## بعثات أو وفود أخرى
- الاتحاد الأوروبي (مفوضية)[138]
- تايوان (مكتب اتصال تايبيه في جمهورية جنوب إفريقيا)[139]

## معرض صور مقرات البعثات الدبلوماسية في جنوب إفريقيا

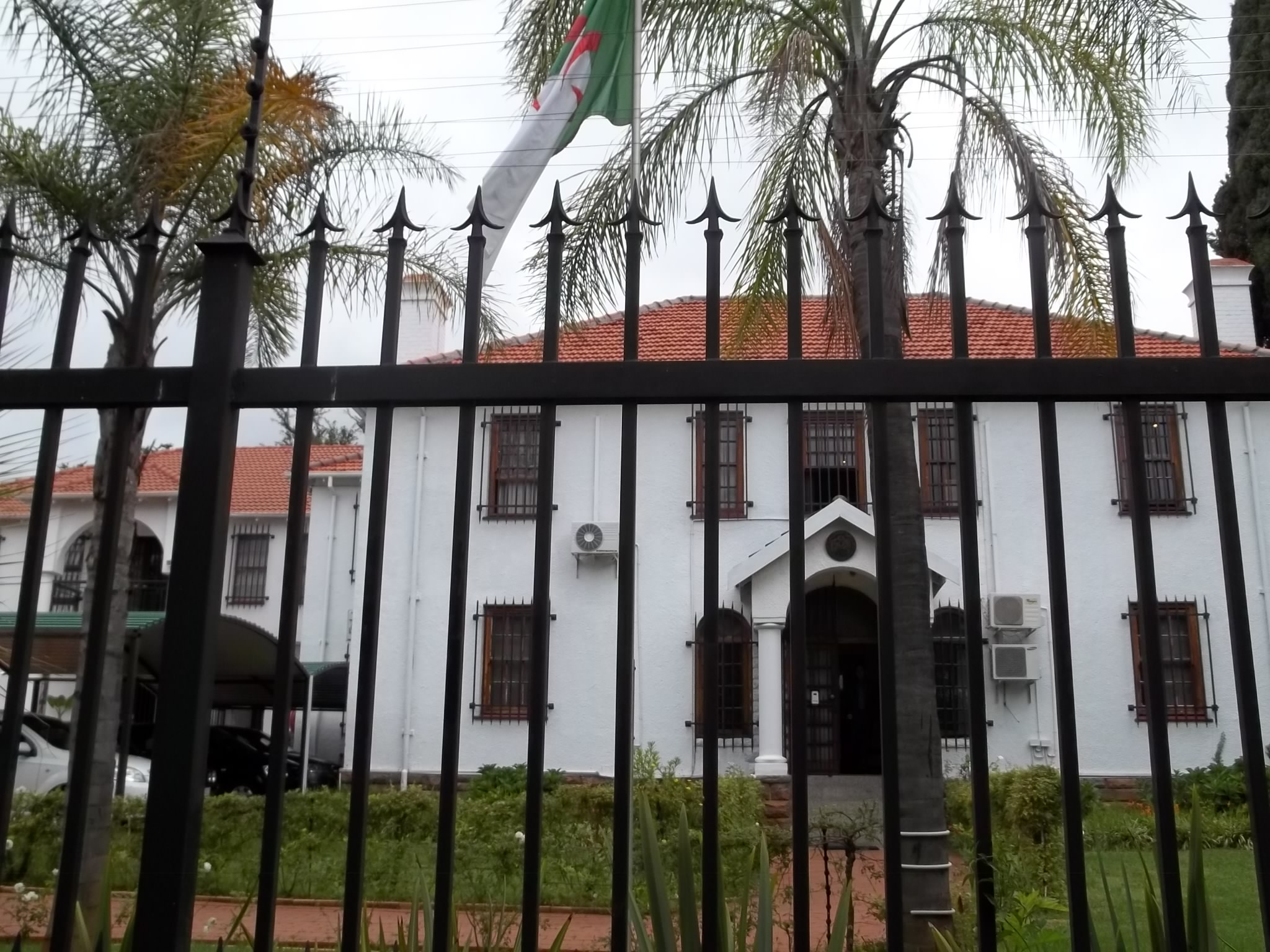
السفارة الجزائرية
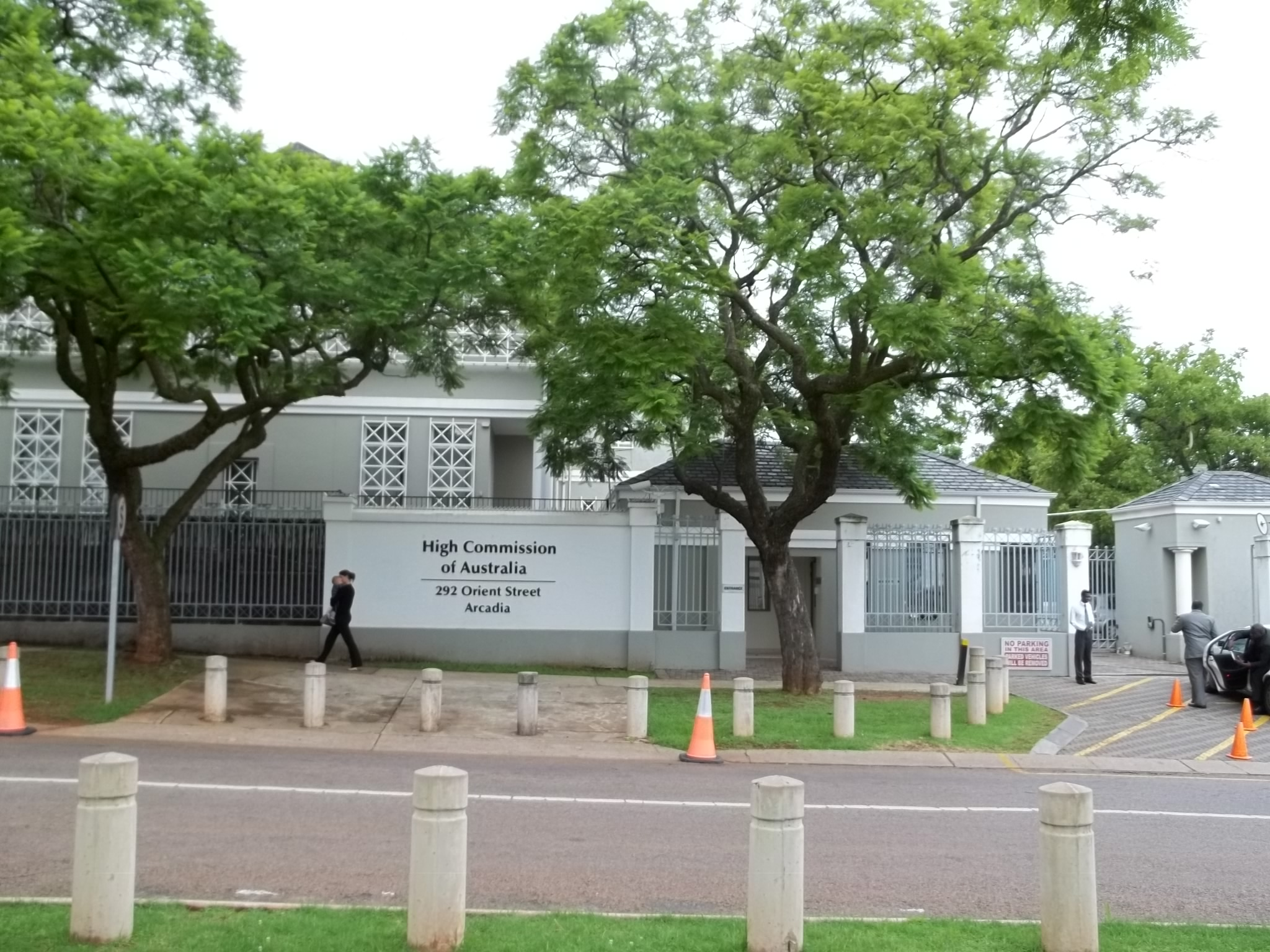
المفوضية العليا لأستراليا
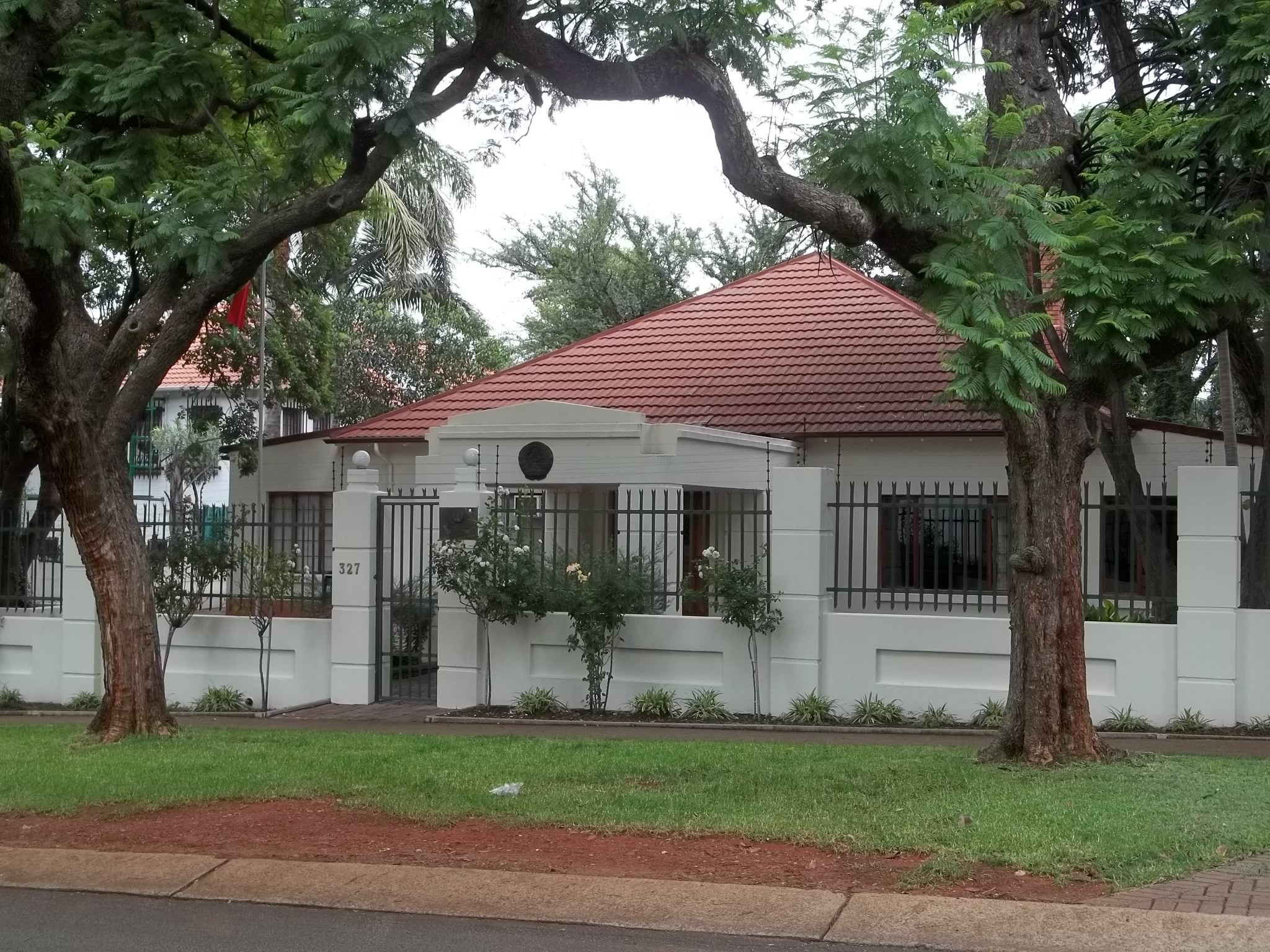
السفارة البيلاروسية
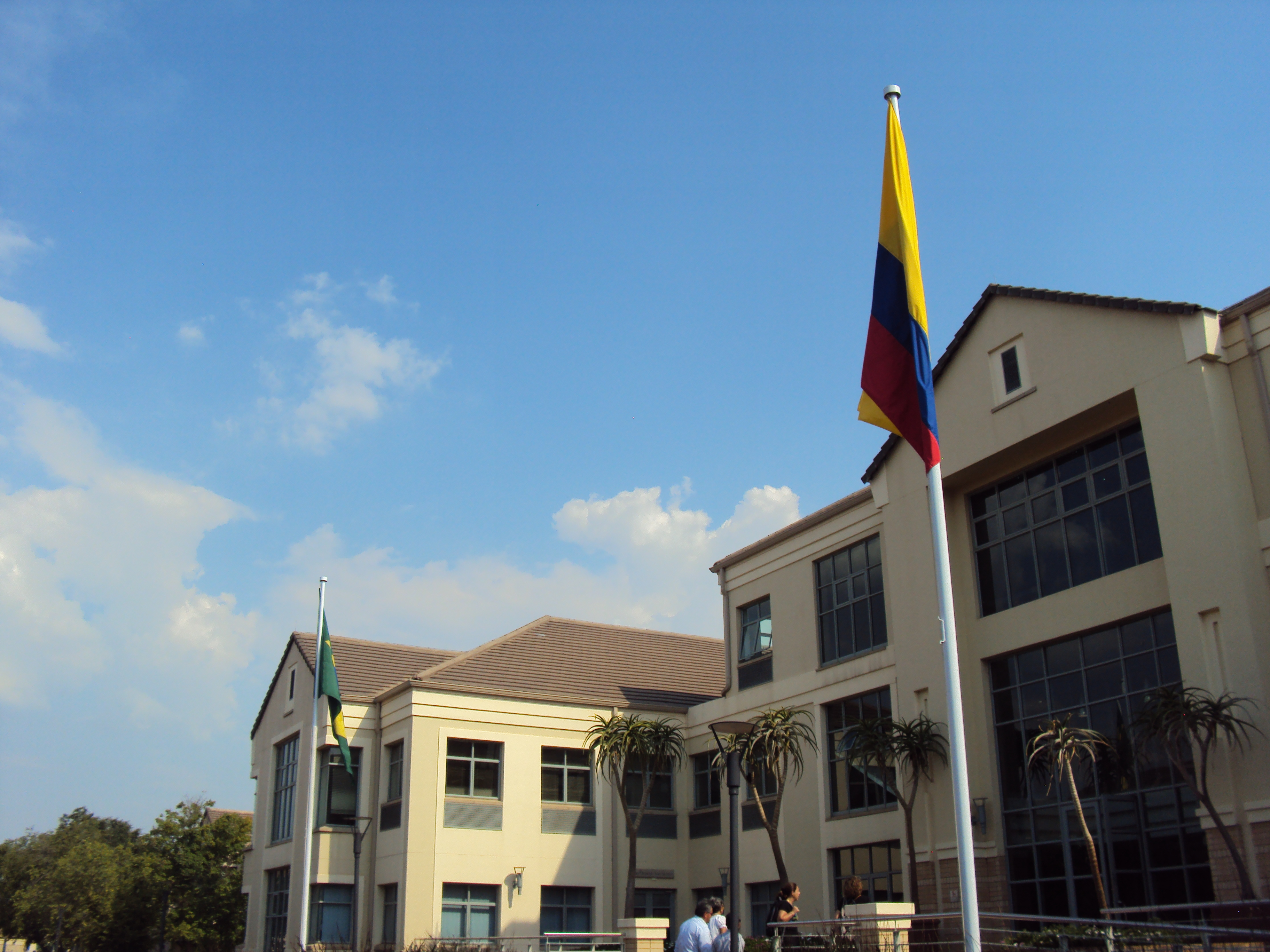
سفارات البرازيل وكولومبيا
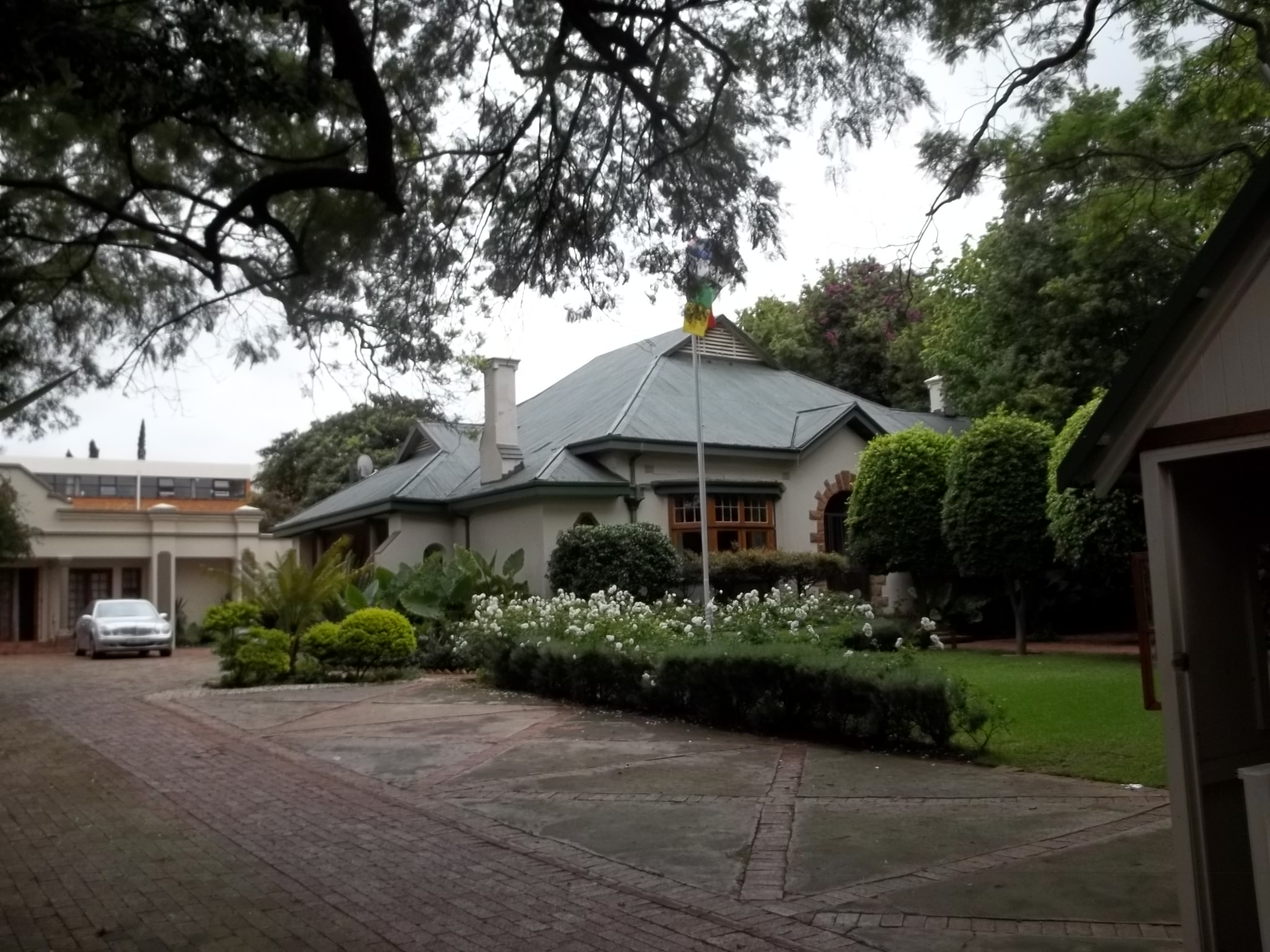
سفارة جمهورية أفريقيا الوسطى
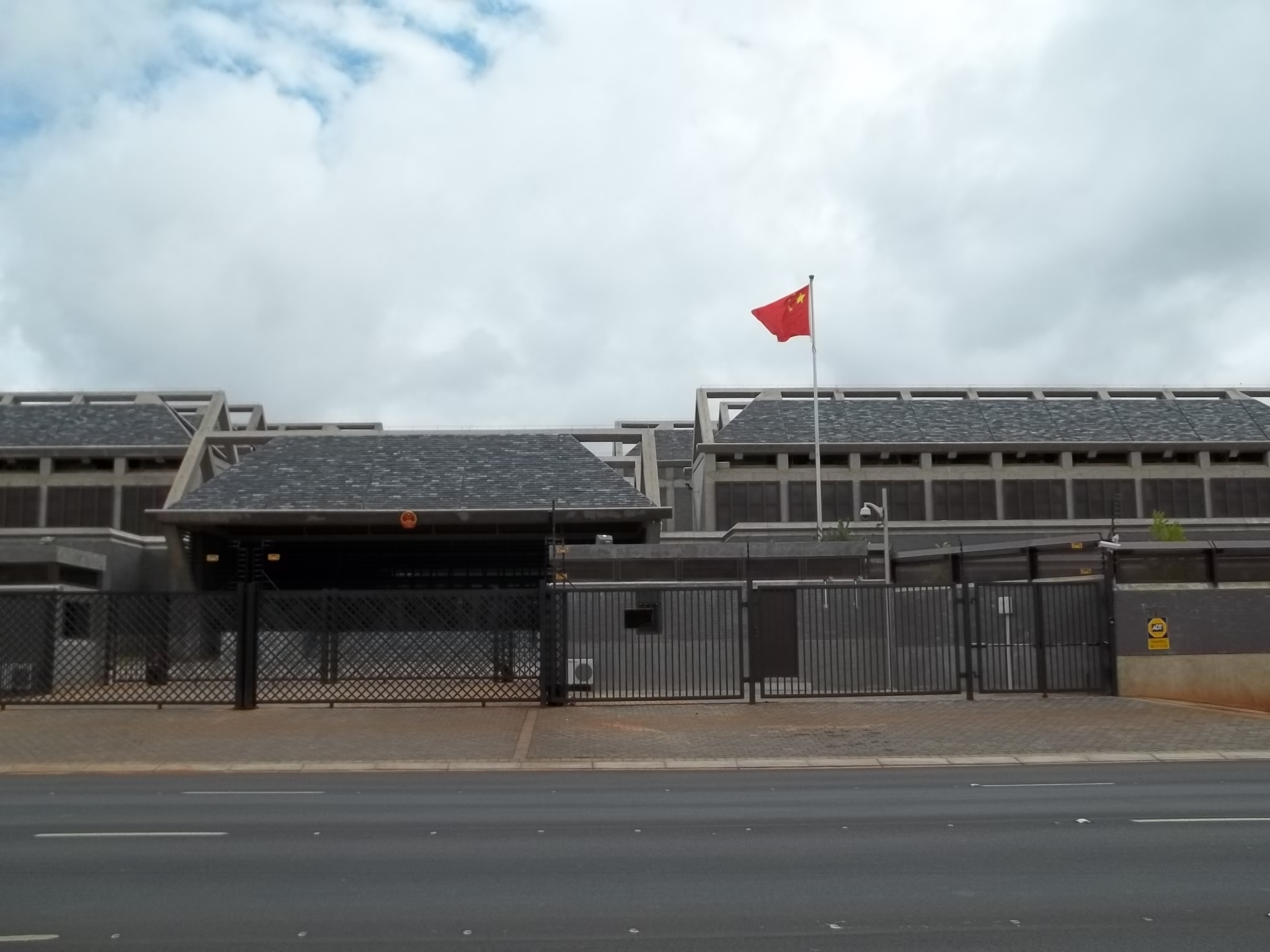
السفارة الصينية
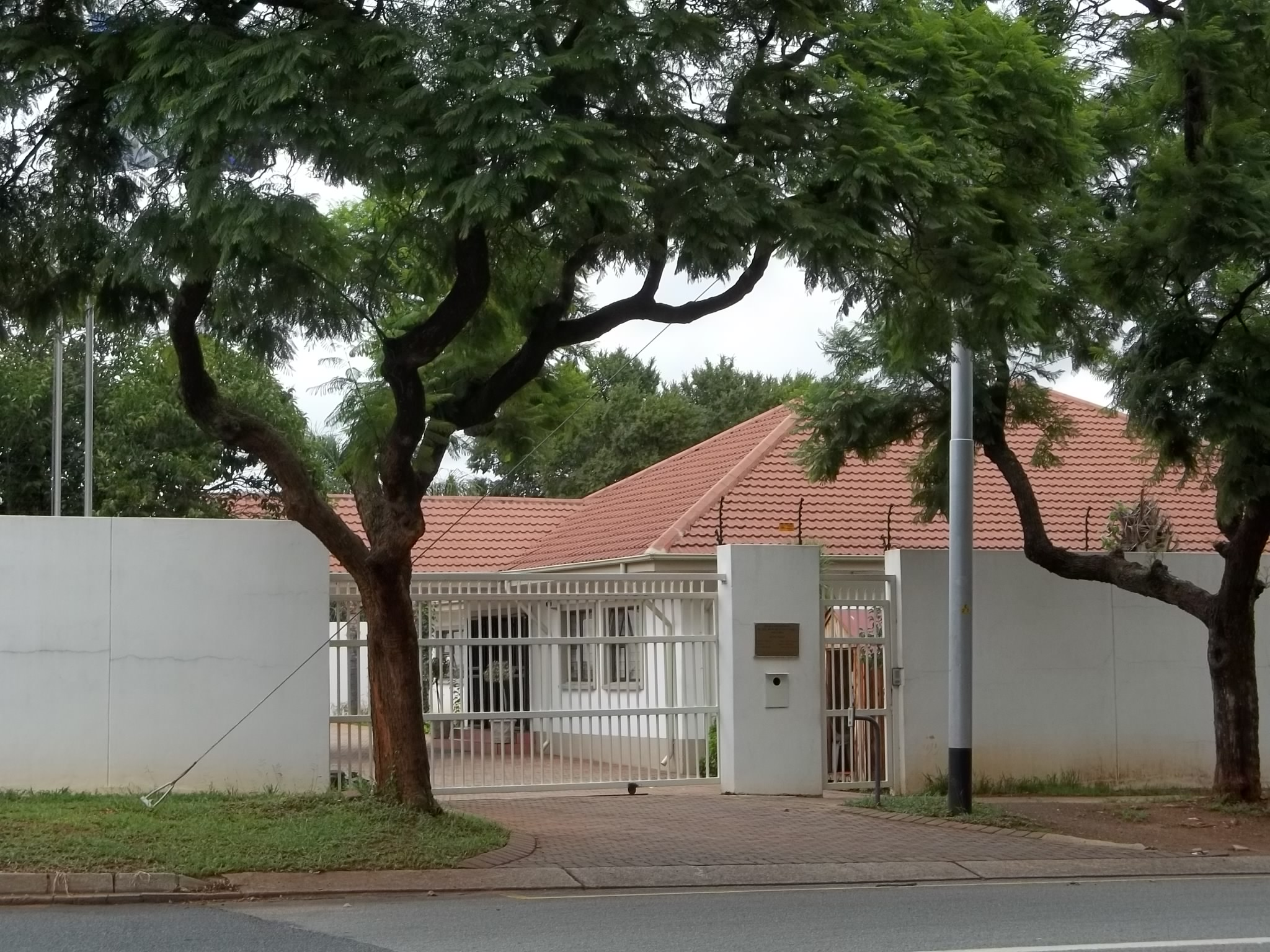
المفوضية العليا لقبرص
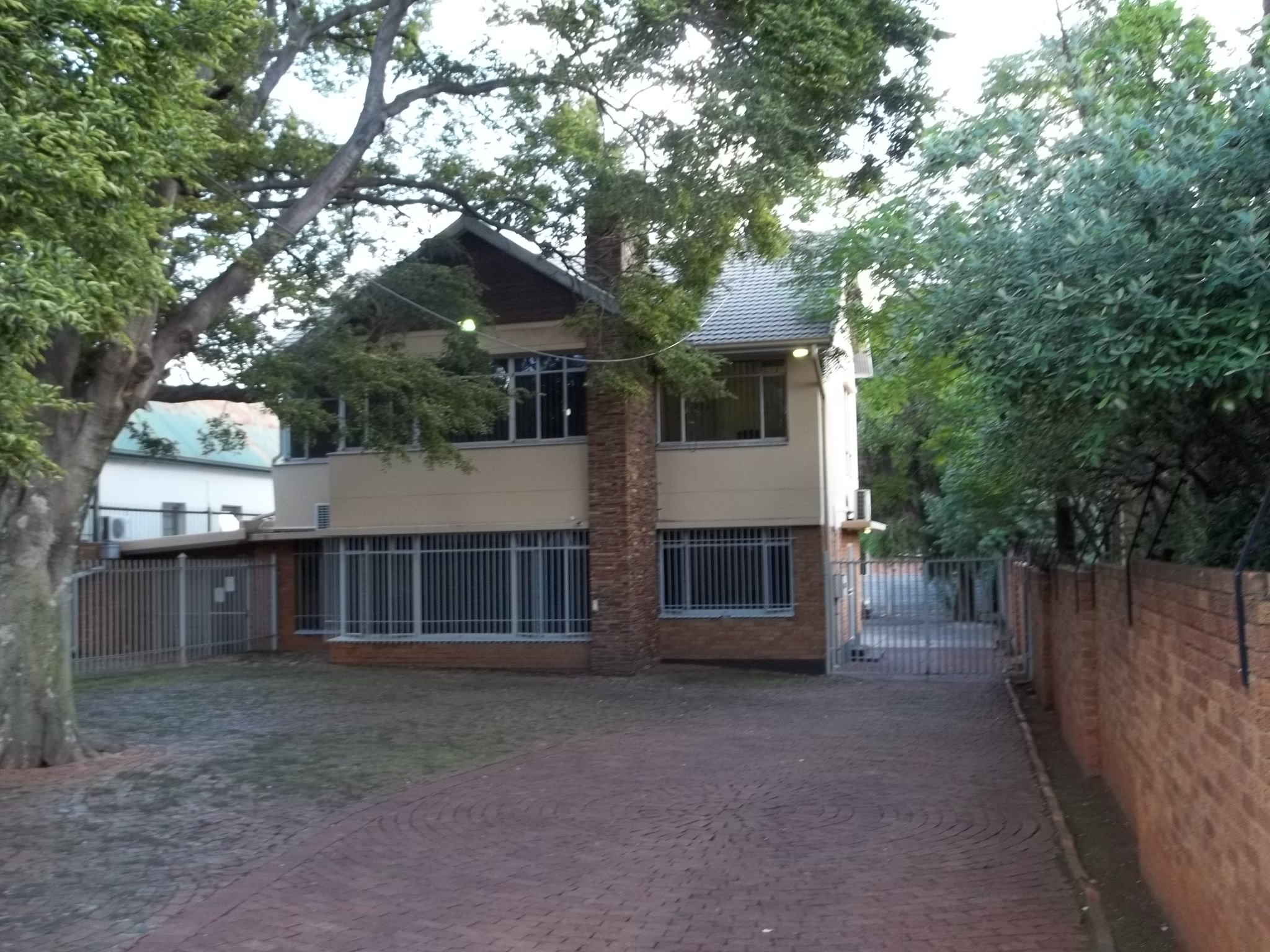
سفارة جمهورية الكونغو الديمقراطية
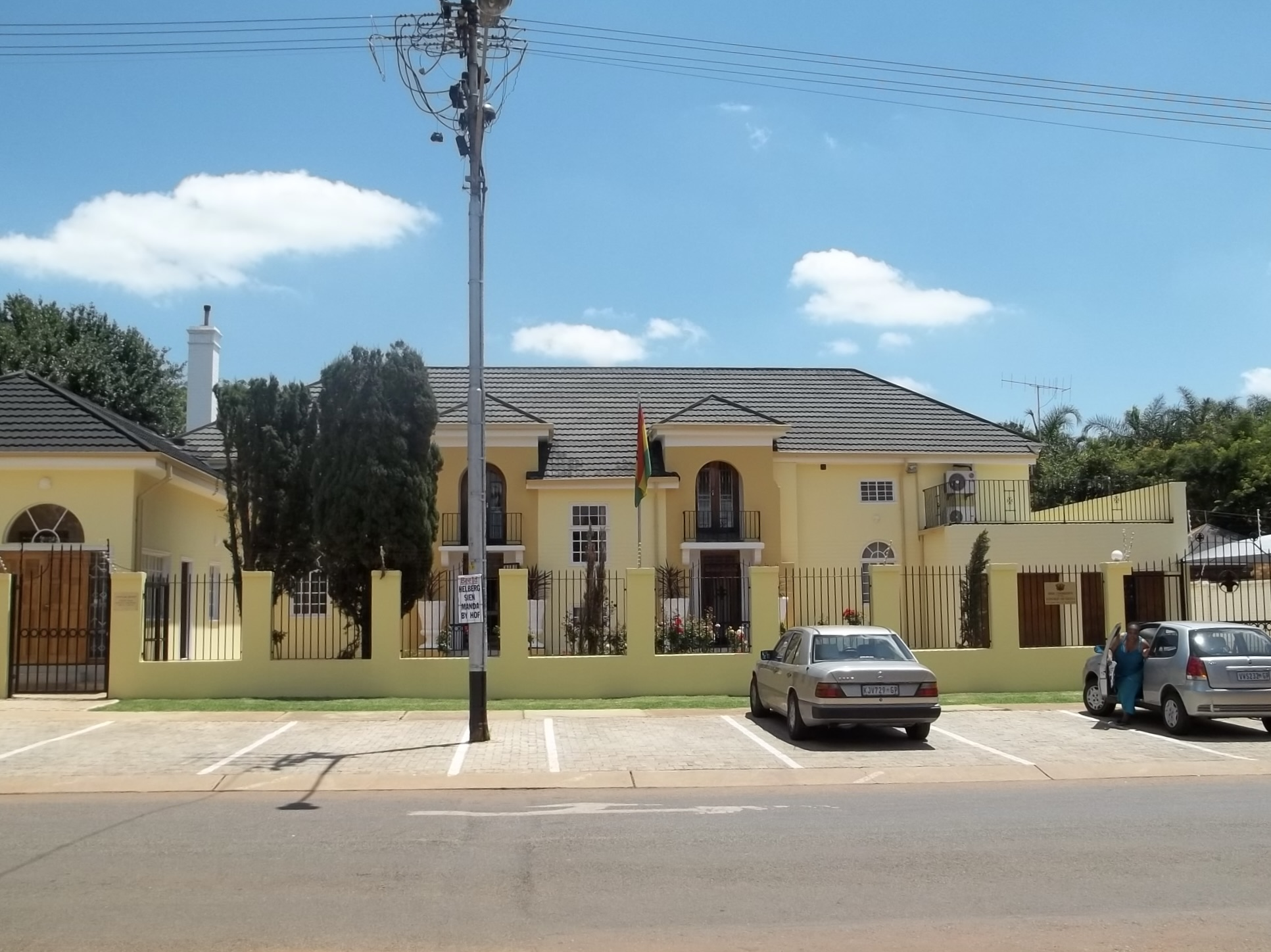
المفوضية العليا لغانا
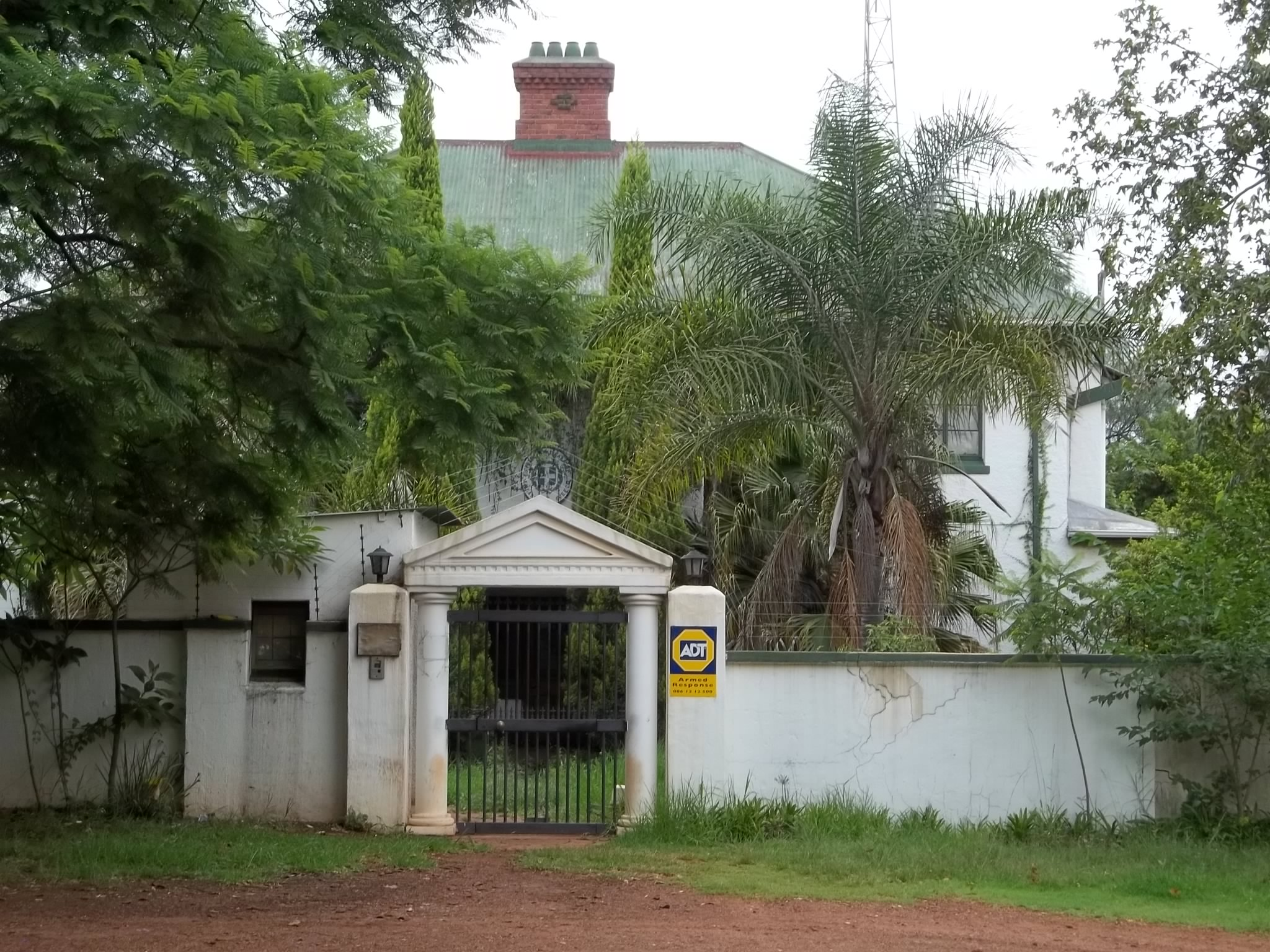
السفارة اليونانية
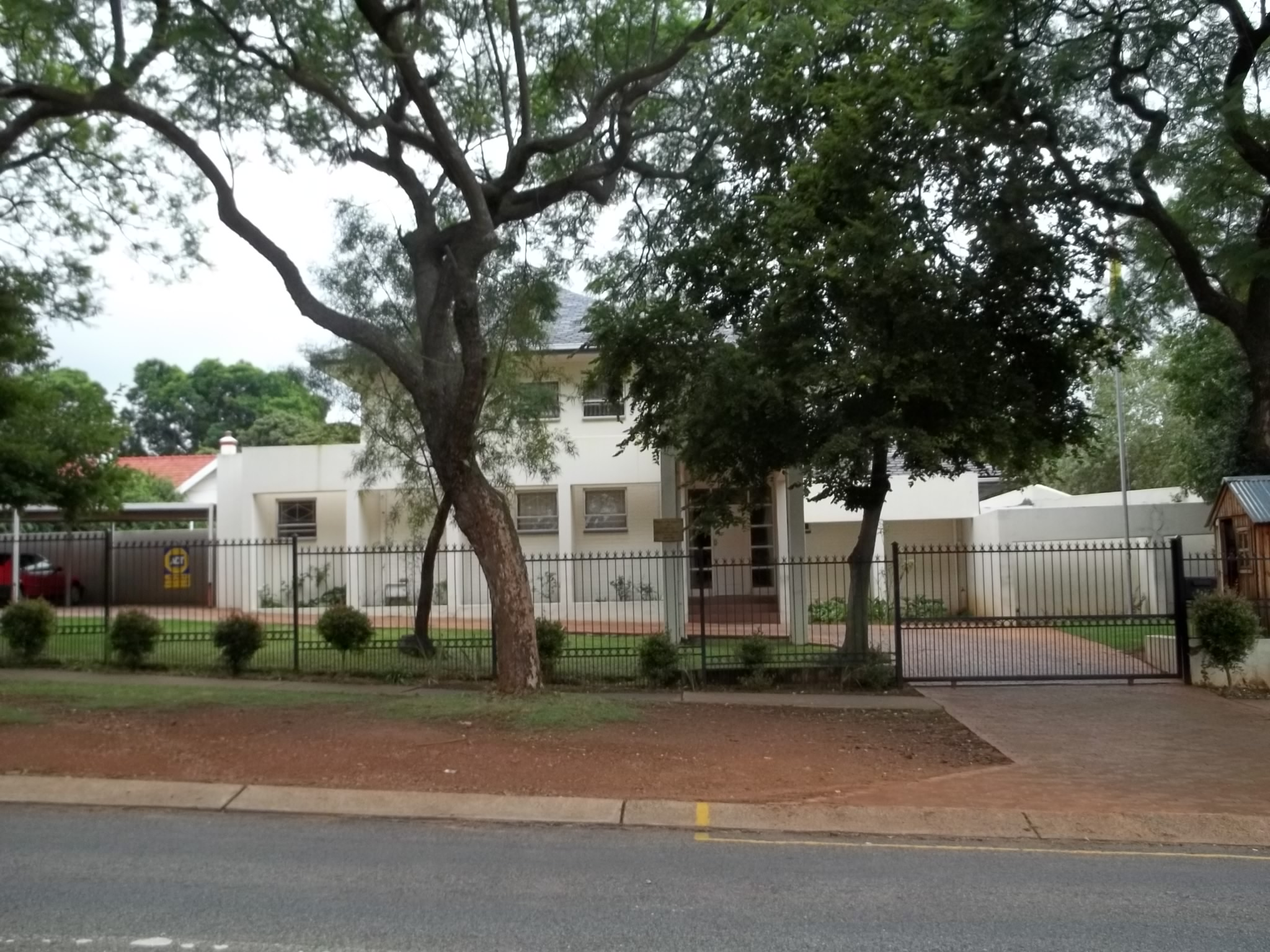
السفارة الغينية
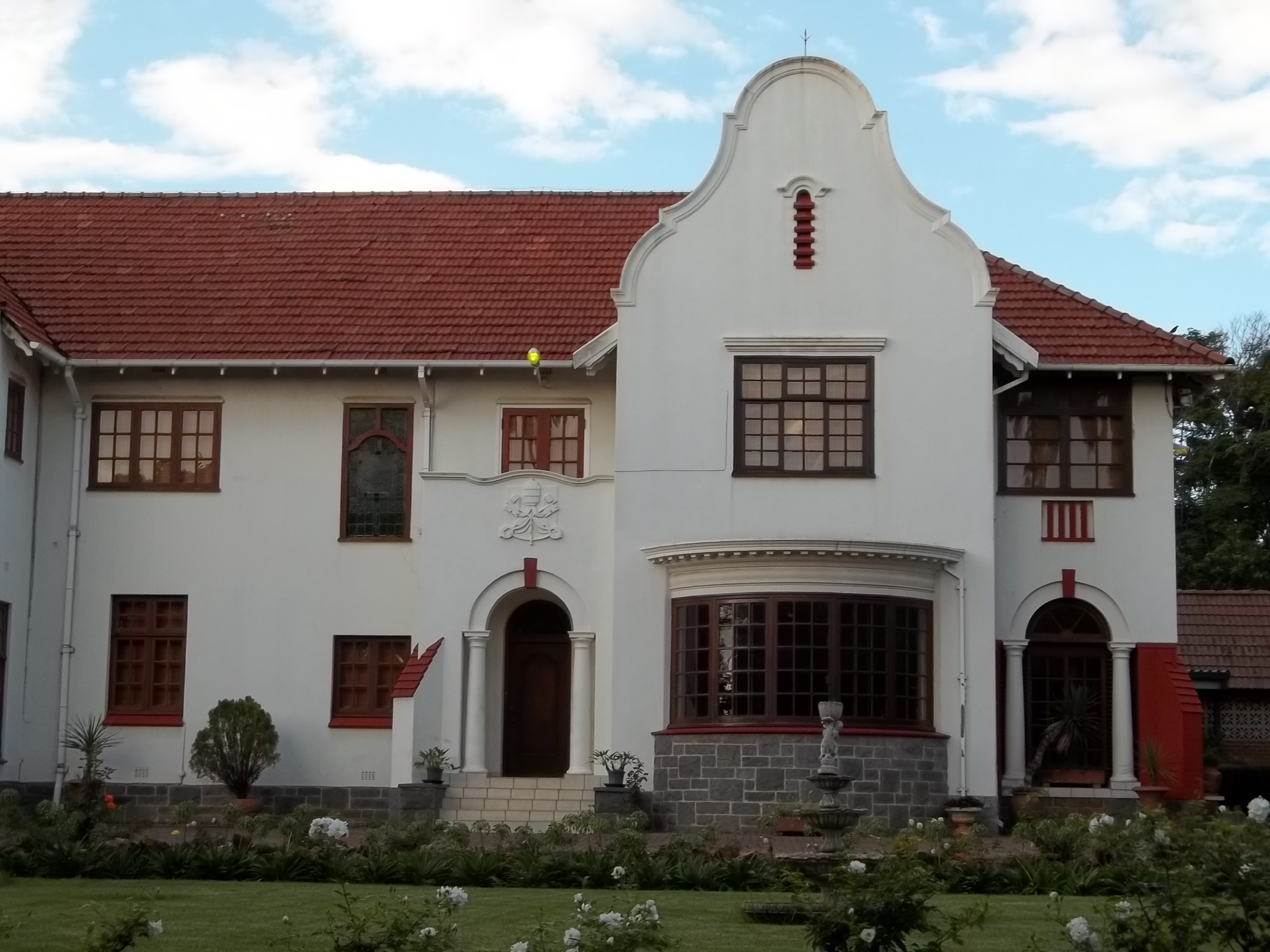
السفارة الرسولية للكرسي الرسولي
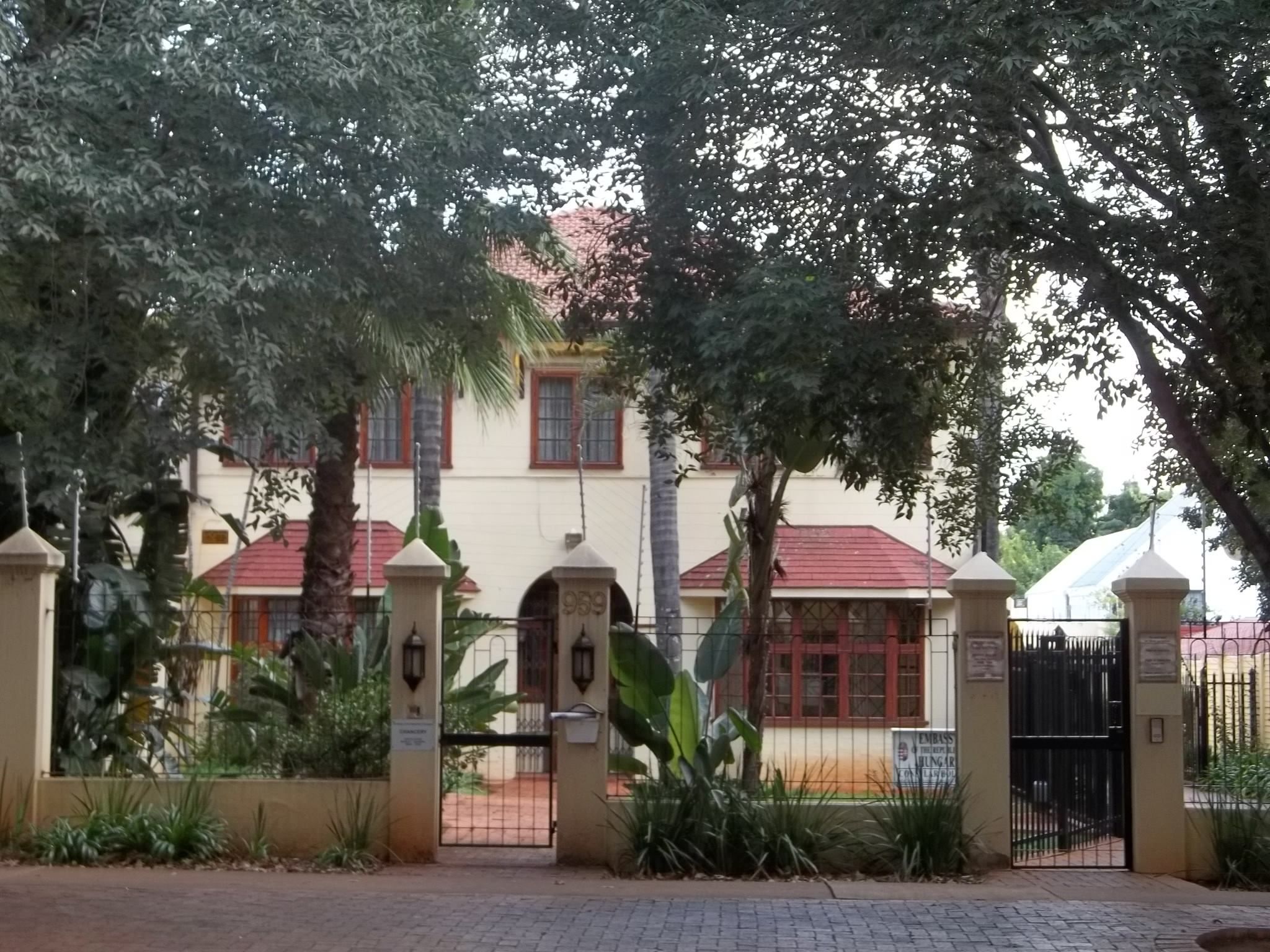
السفارة المجرية
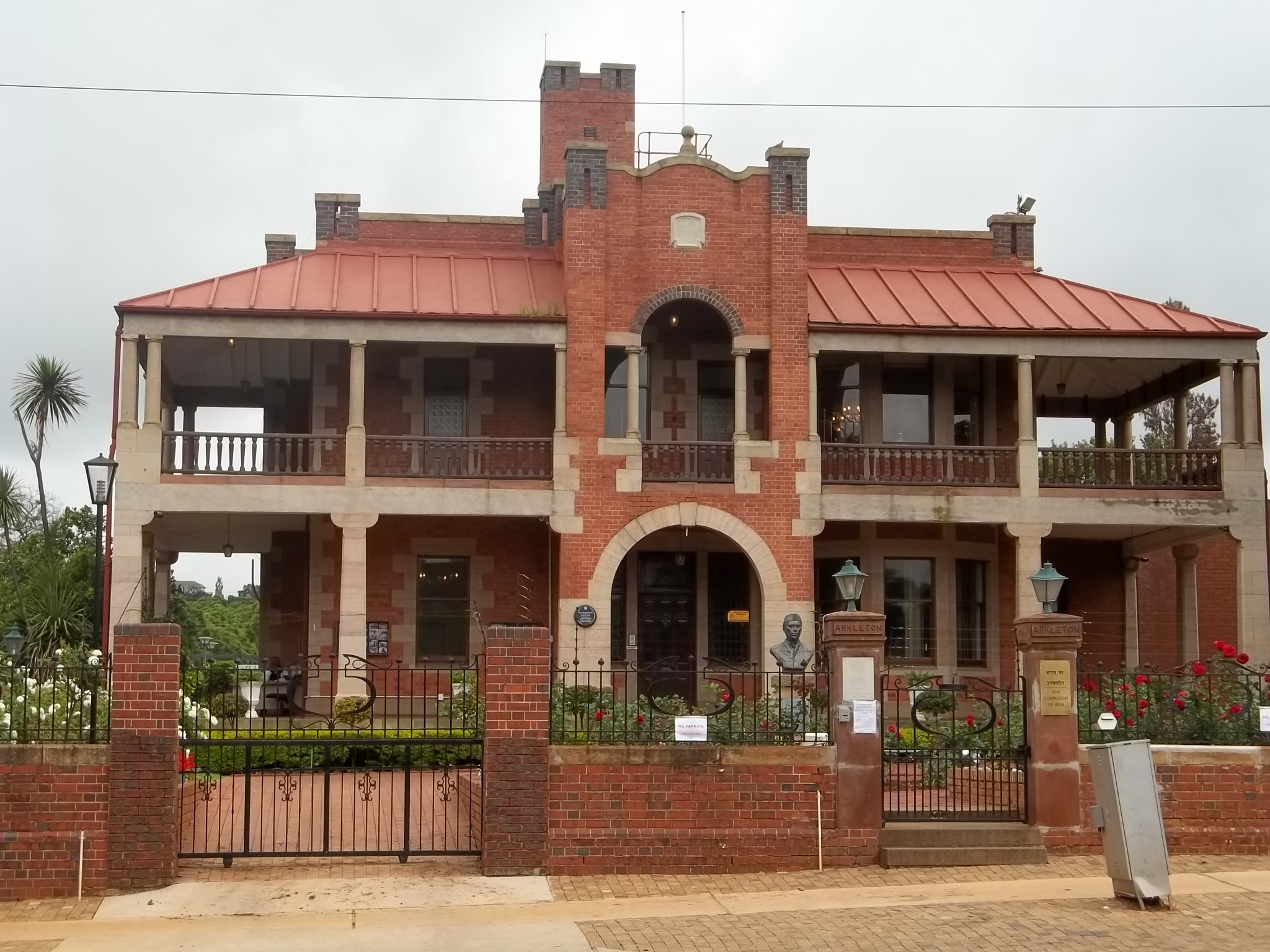
المفوضية العليا للهند
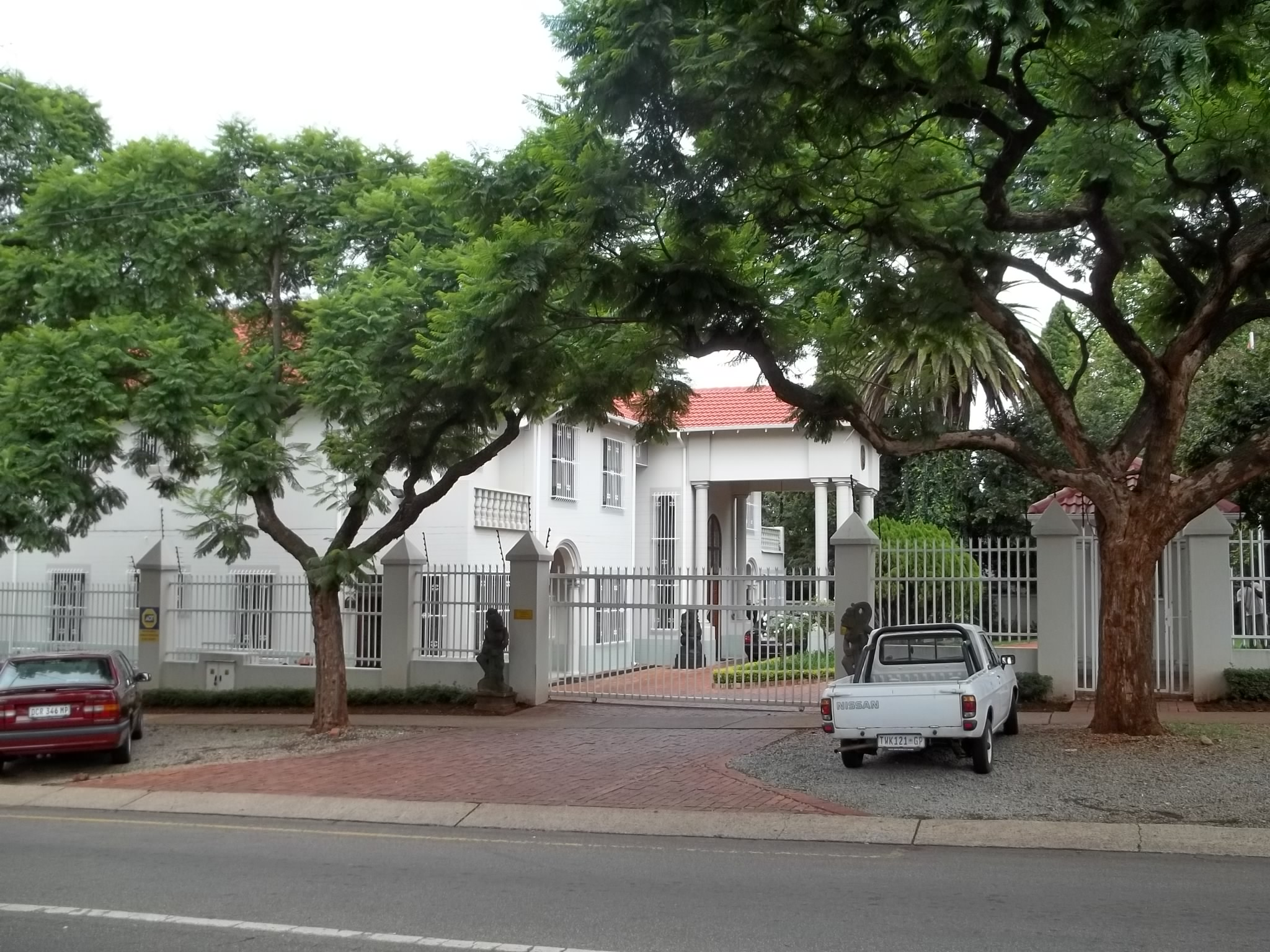
السفارة الإندونيسية
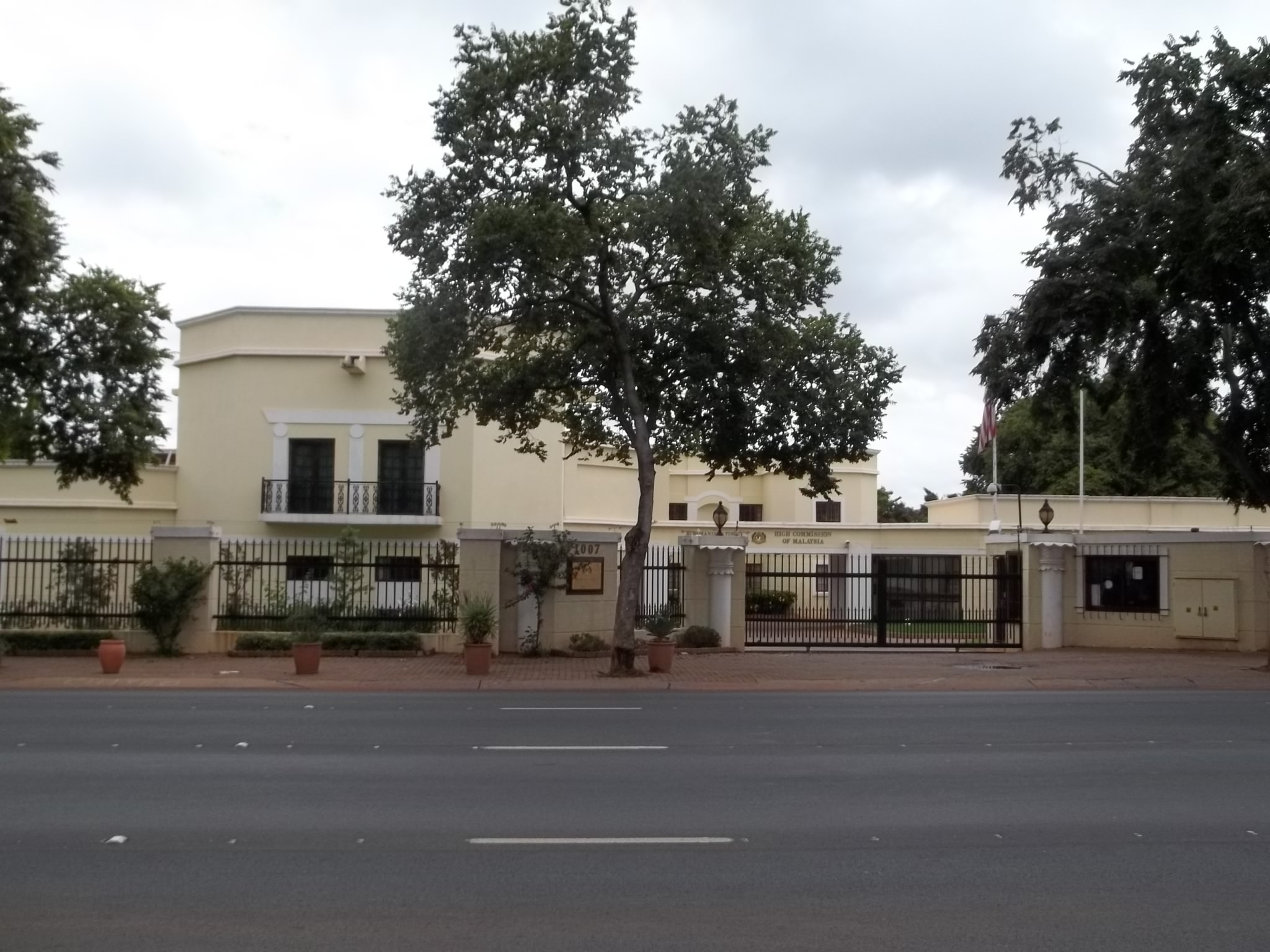
المفوضية العليا لماليزيا
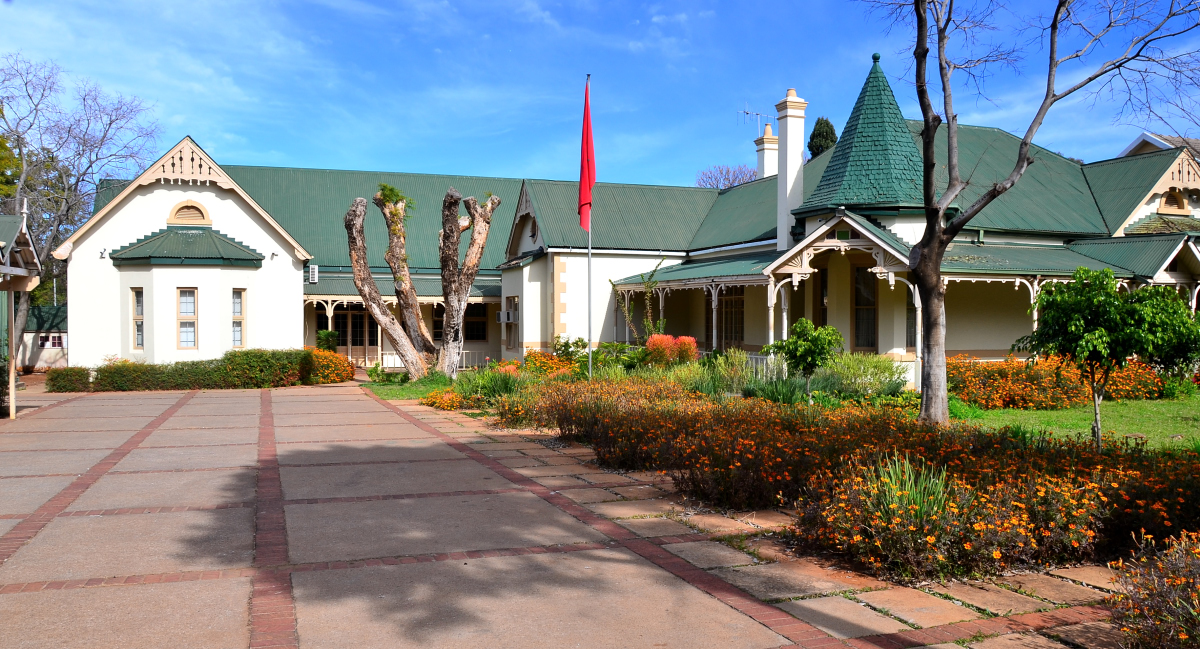
السفارة المغربية
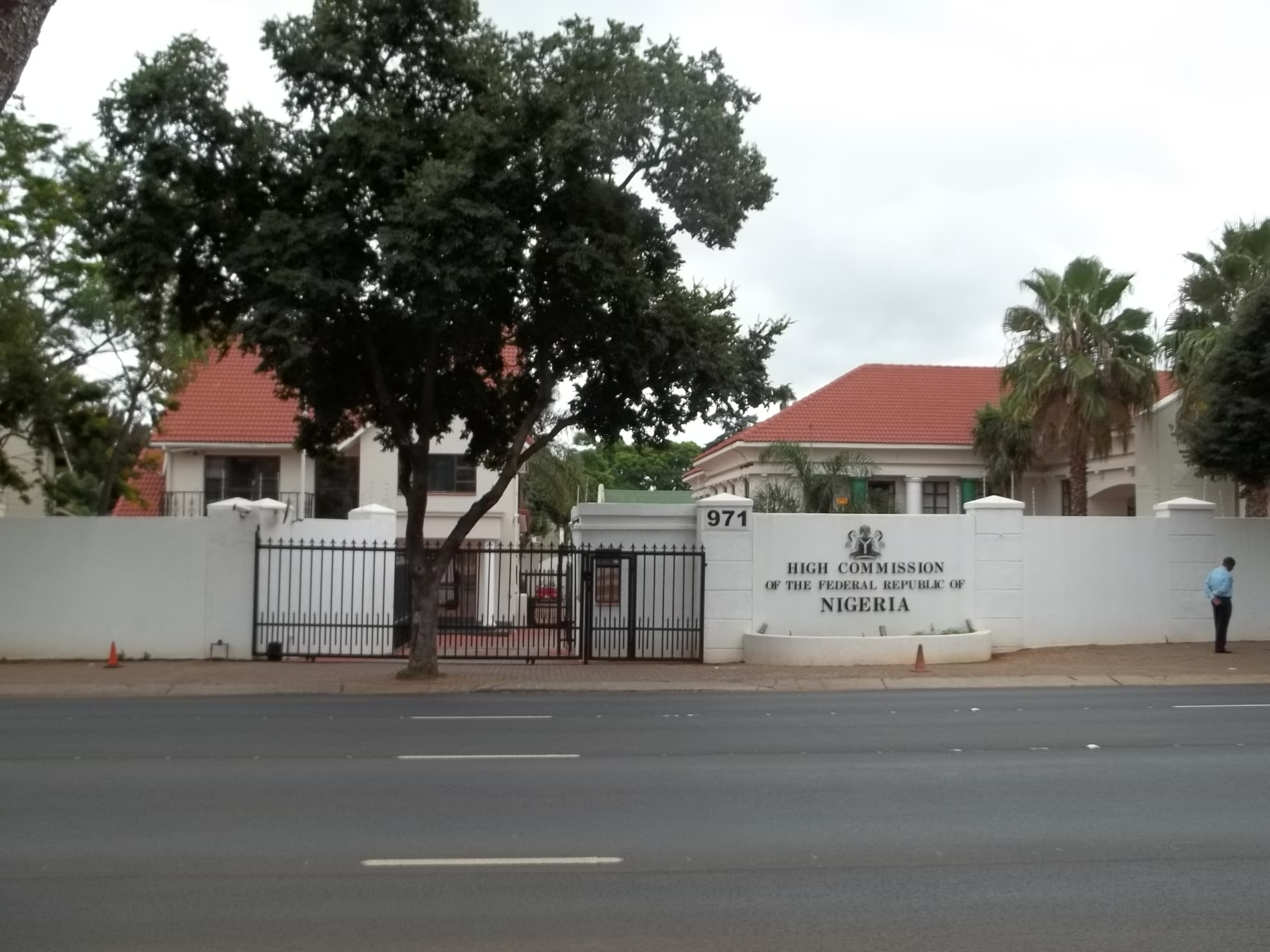
المفوضية العليا لنيجيريا
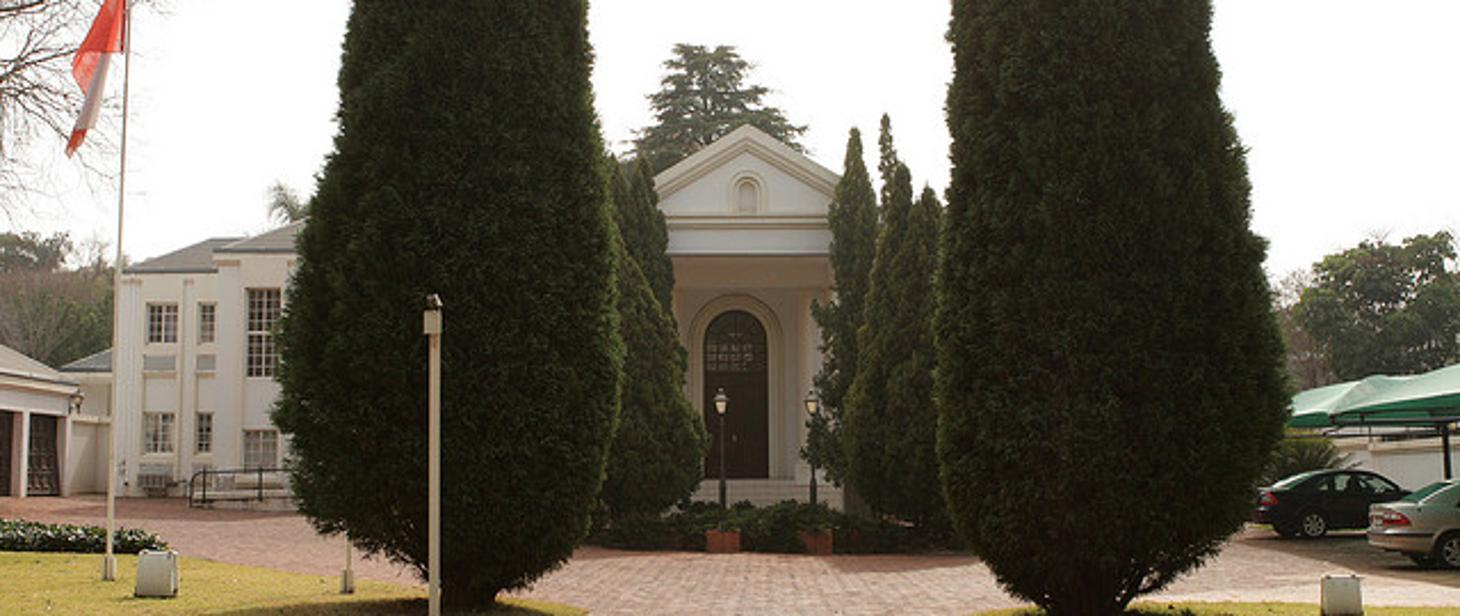
السفارة البولندية
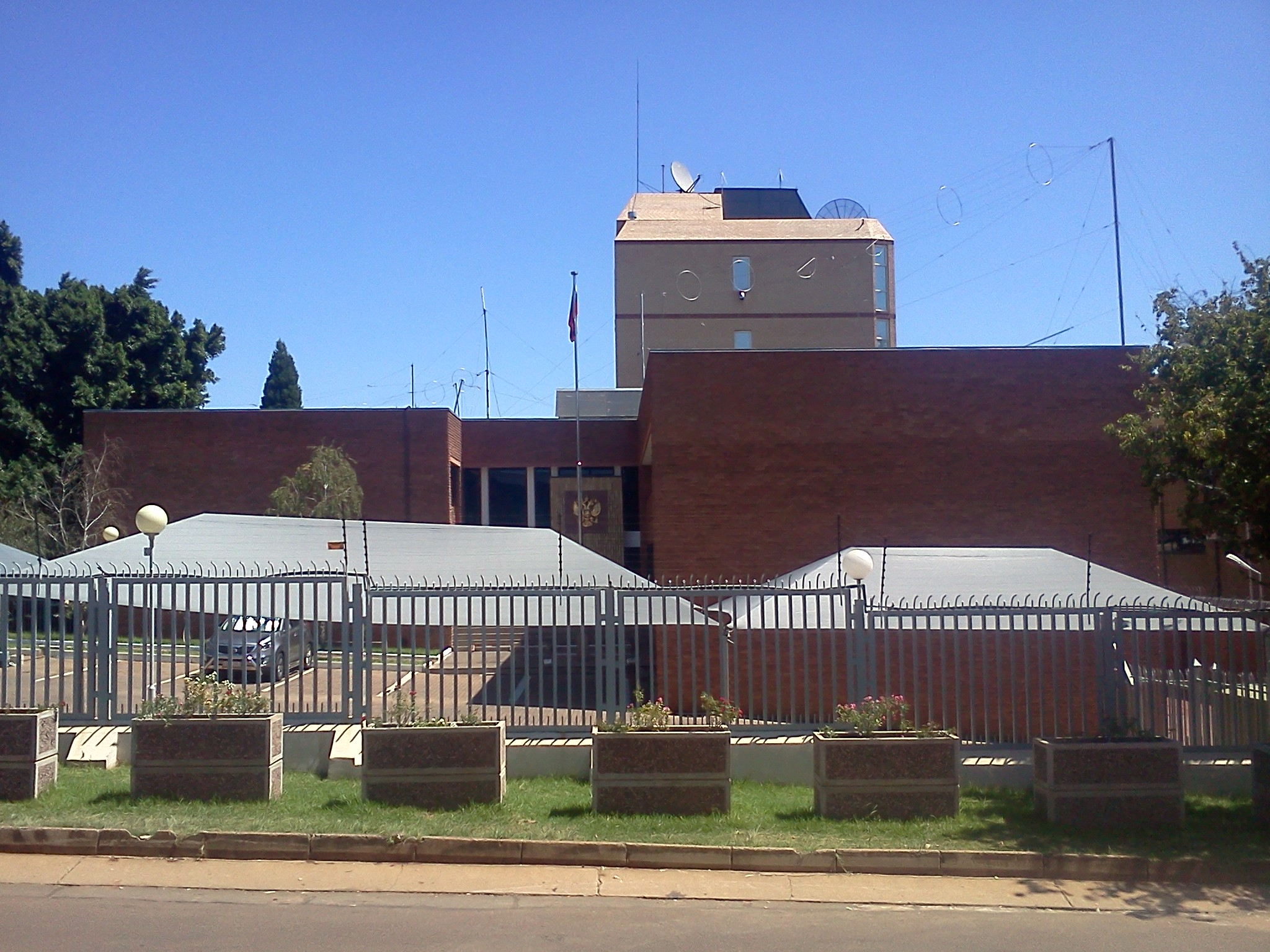
السفارة الروسية
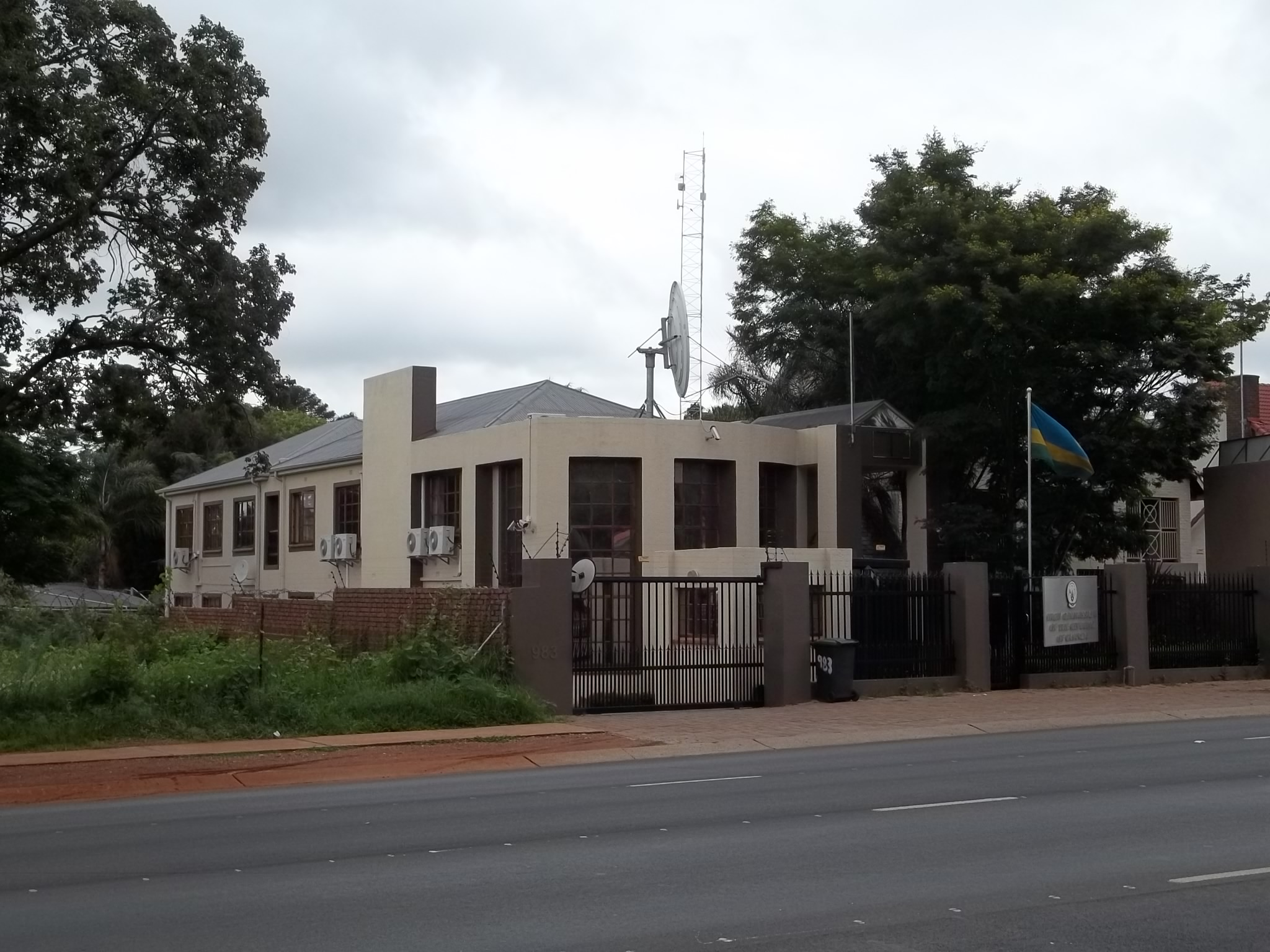
المفوضية العليا لرواندا
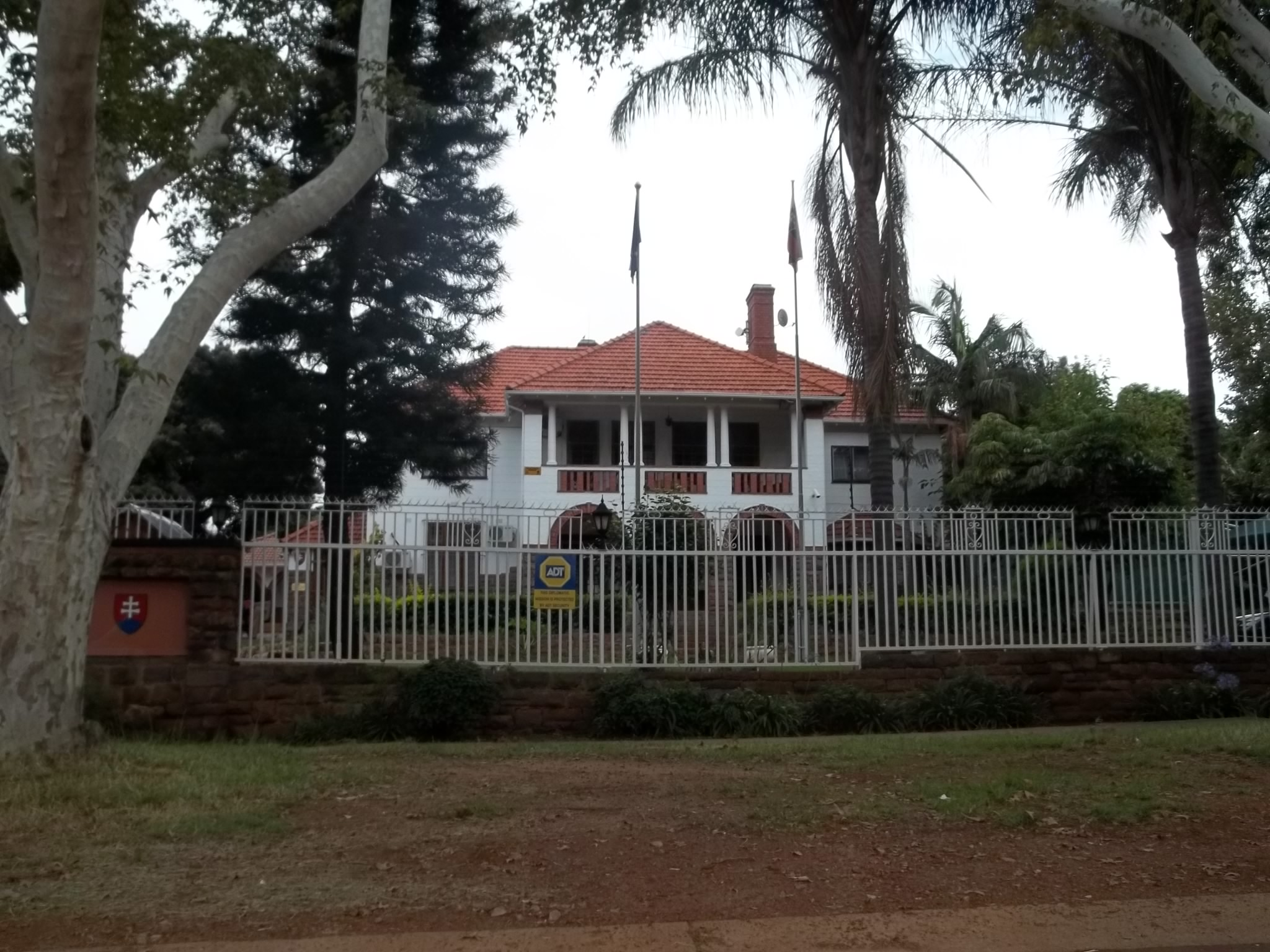
السفارة السلوفينية
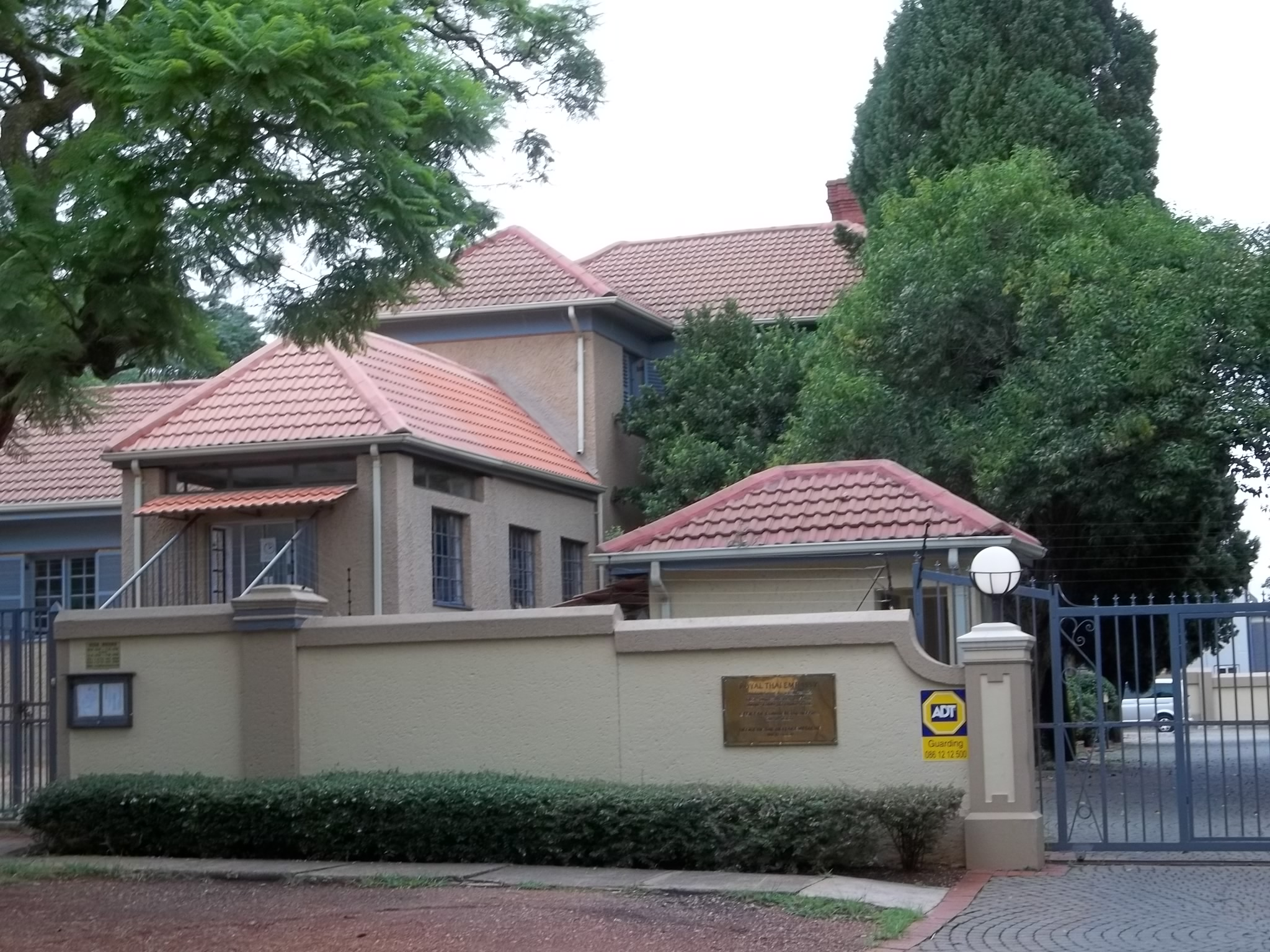
السفارة التايلندية
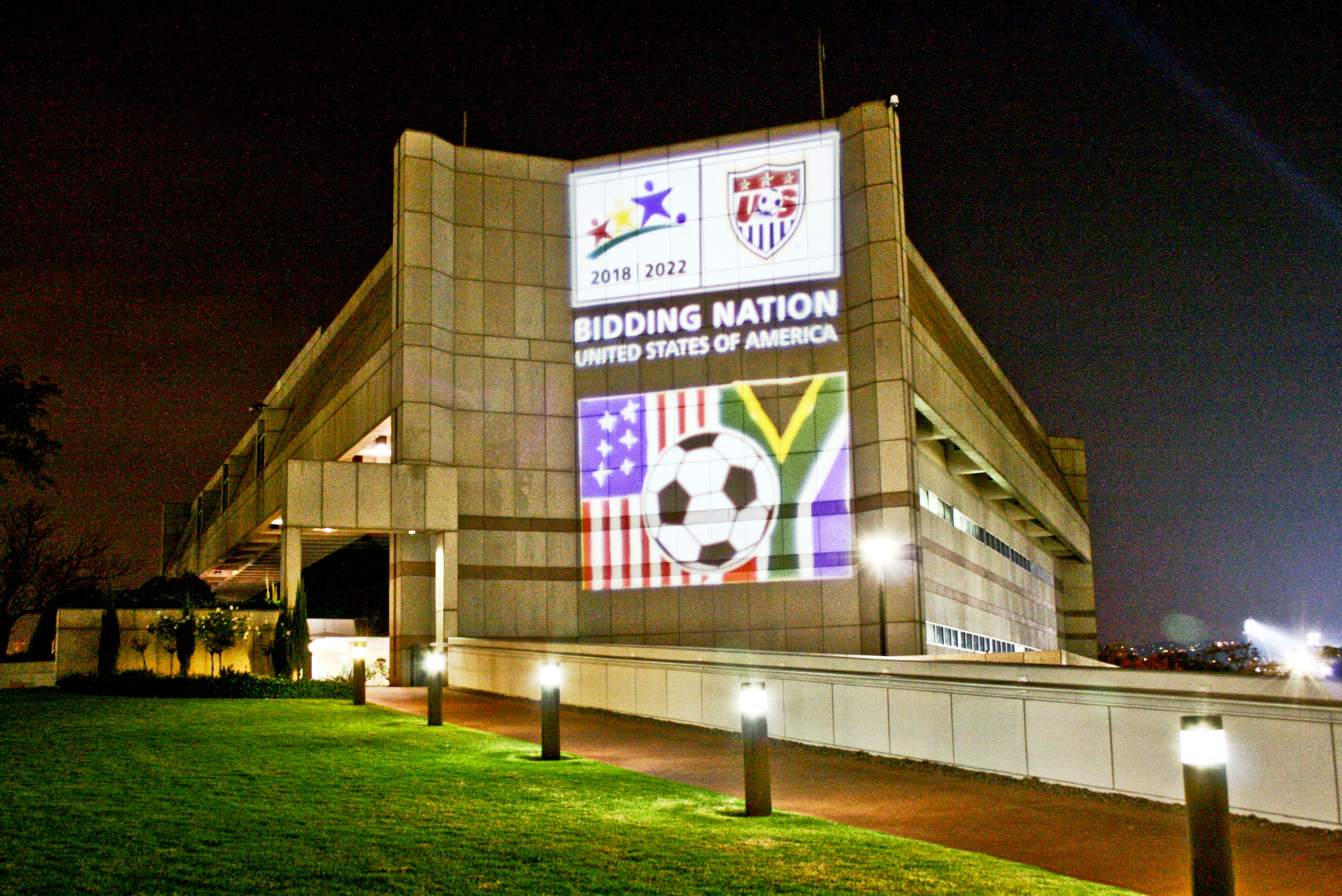
سفارة الولايات المتحدة الأمريكية
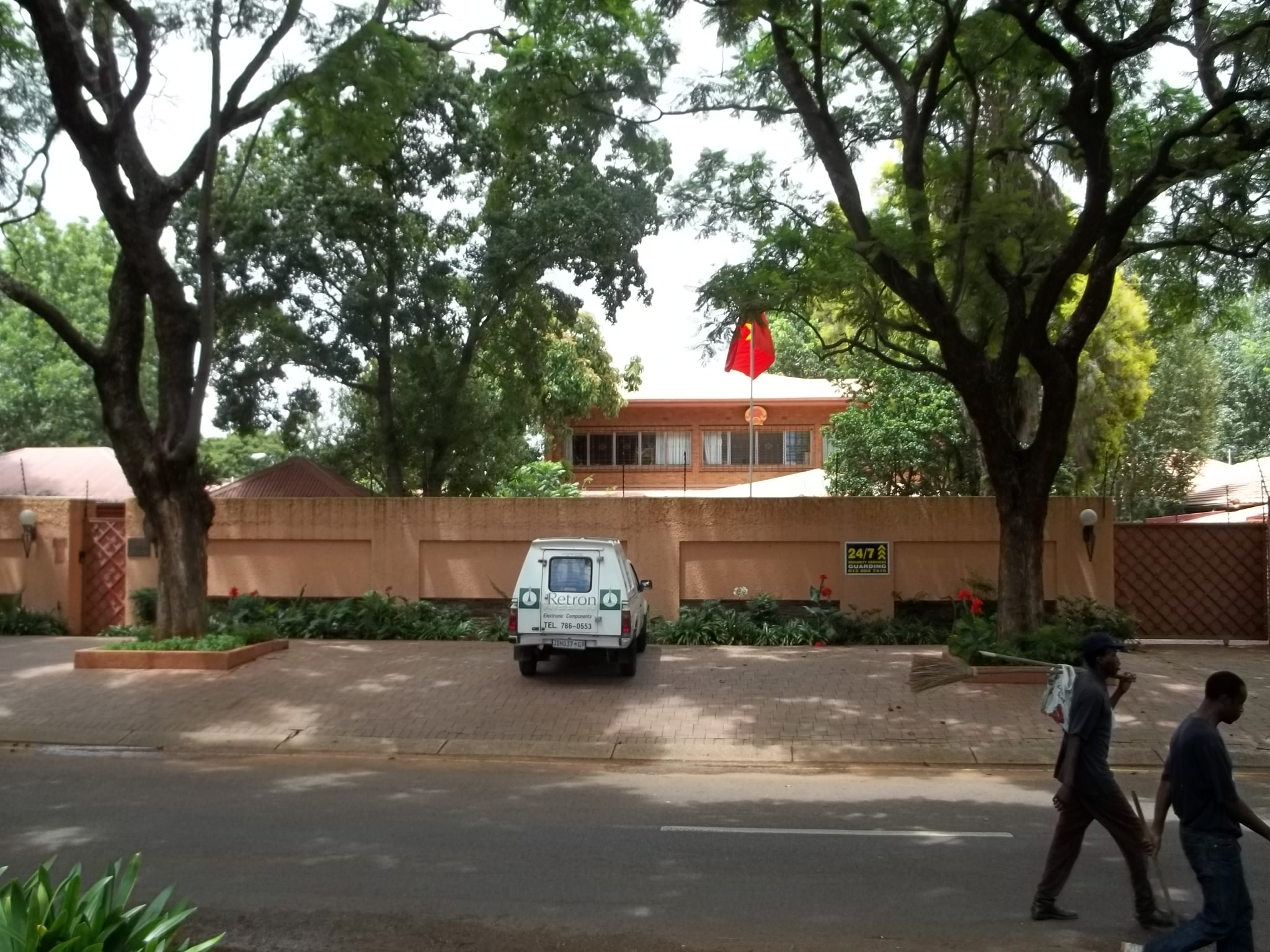
السفارة الفيتنامية
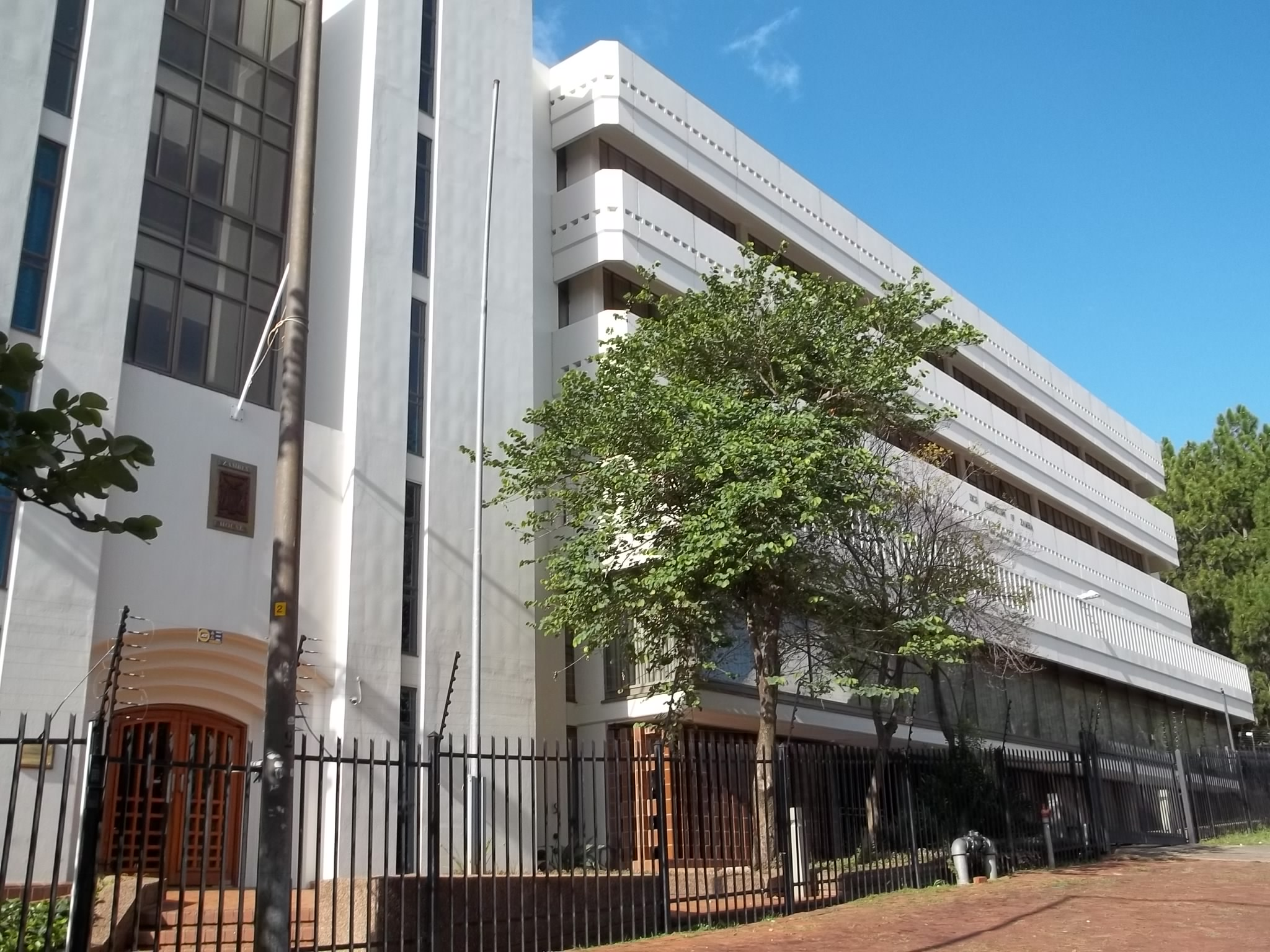
المفوضية العليا لزامبيا

## السفارات والقنصليات العامة
العديد من البلدان لديها إما سفارة أو مفوضية عليا أو قنصلية عامة في كيب تاون.

### السفارات والمفوضيات العليا والقنصليات العامة في كيب تاون
- أنغولا (قنصلية عامة)
- بلجيكا
- بوتسوانا
- البرازيل
- كندا
- الصين
- فرنسا
- ألمانيا
- اليونان
- الهند
- إندونيسيا
- إيطاليا (قنصلية)
- اليابان (المكتب القنصلي)
- ليسوتو
- مدغشقر
- موزمبيق (قنصلية)
- ناميبيا
- هولندا
- البرتغال
- رومانيا
- روسيا
- إسبانيا
- سويسرا
- تايوان (مكتب اتصال تايبيه في كيب تاون)
- تركيا
- المملكة المتحدة
- الولايات المتحدة
- زيمبابوي (قنصلية)

### قنصليات فيديربان
- الصين (قنصلية عامة)
- الهند (قنصلية عامة)
- ليسوتو (قنصلية عامة)
- موزمبيق (قنصلية)
- الولايات المتحدة (قنصلية عامة)

### القنصليات فيجوهانسبرغ
- أنغولا (قنصلية عامة)
- الأرجنتين (قنصلية عامة)
- بوتسوانا (قنصلية عامة)
- الصين (قنصلية عامة)
- إسواتيني (قنصلية عامة)
- فرنسا (قنصلية عامة)
- اليونان (قنصلية عامة)
- الهند (قنصلية عامة)
- إيطاليا (قنصلية عامة)
- مالاوي (قنصلية عامة)
- موزمبيق (قنصلية عامة)
- نيجيريا (قنصلية عامة)
- البرتغال (قنصلية عامة)
- سيشل (قنصلية عامة)
- الولايات المتحدة (قنصلية عامة)
- زيمبابوي (قنصلية عامة)

### القنصلية فيكليركسدورب
- ليسوتو (قنصلية)

### القنصلية فيمبومبيلا،مبومالانجا
- موزمبيق (قنصلية)

### القنصلية فيويلكوم،الولاية الحرة (مقاطعة)
- ليسوتو (قنصلية)

## السفارات والمفوضيات غير المقيمة
- أرمينيا (القاهرة)
- أنتيغوا وباربودا (لندن)
- جزر البهاما (لندن)
- البحرين (الخرطوم)
- باربادوس (لندن)
- بروناي (سنغافورة)
- بليز (لندن)
- بوتان (نيودلهي)
- الرأس الأخضر (لواندا)
- كمبوديا (نيودلهي)
- جيبوتي (نيروبي)
- دومينيكا (لندن)
- السلفادور (تل أبيب)
- ولايات ميكرونيسيا المتحدة (نيويورك)
- غينيا بيساو (لواندا)
- آيسلندا (نيودلهي)[140]
- قيرغيزستان (الرياض)
- لاوس (نيودلهي)
- لاتفيا (برن)
- جزر المالديف (كولومبو)
- مالطا (فاليتا)[141]
- منغوليا (القاهرة)
- نيبال (القاهرة)
- نيكاراغوا (ماناغوا)
- بابوا غينيا الجديدة
- سيراليون (أديس أبابا)
- ساموا (كانبرا)
- سانت كيتس ونيفيس (لندن)
- سانت لوسيا (لندن)
- سان مارينو (سان مارينو)
- سانت فينسنت والغرينادين (لندن)
- تركمانستان (الرياض)
- طاجيكستان (القاهرة)
- تونغا (أبو ظبي)
- توفالو (ولنغتون)
- أوزبكستان (أنقرة)
- فانواتو (كانبرا)

## البعثات السابقة
| المدينة المضيفة | الدولة المرسلة | مستوى البعثة    | سنة انتهاء المهمة | المراجع |
| --------------- | -------------- | --------------- | ----------------- | ------- |
| بريتوريا        | بنين           | سفارة           | 2020              | [ 142 ] |
| بريتوريا        | فيجي           | مفوضية عليا     |                   | [ 143 ] |
| بريتوريا        | أيسلندا        | سفارة           | 2009              | [ 144 ] |
| بريتوريا        | سورينام        | سفارة           |                   | [ 145 ] |
| كيبتاون         | أستراليا       | قنصلية          | 1984              | [ 146 ] |
| كيبتاون         | فنلندا         | مكتب سفارة فرعي | 2011              | [ 147 ] |
| كيبتاون         | أوروغواي       | قنصلية عامة     | 2007              | [ 148 ] |
| ديربان          | أنغولا         | قنصلية عامة     | 2018              | [ 149 ] |
| ديربان          | اليونان        | قنصلية          | 2011              | [ 150 ] |
| جوهانسبيرغ      | بلجيكا         | قنصلية عامة     | 2015              | [ 151 ] |

## مهمات مفتوحة
- كمبوديا (سفارة)[152]